# Милош Керкез
Милош Керкез (мађ. Kerkez Milos; Врбас, 7. новембар 2003) српски и мађарски је фудбалер. Игра на позицији левог бека за премијерлигашки клуб Борнмут и репрезентацију Мађарске.

## Биографија
Рођен је 7. новембра 2003. у мађарској породици у Врбасу. Његов брат, Марко, такође је фудбалер који тренутно игра за Партизан. Говори српски, мађарски, енглески и немачки језик.

## Клупска каријера
Керкез се придружио аустријској екипи Рапид из Беча 2014. године и тамо је играо до 2019. године.

### Ђер
Године 2020. потписао је уговор са друголигашким клубом из Мађарске из ФК Ђер ЕТО. У интервјуу за scoutedftbl.com, Керкез је рекао да је током свог периода у Ђеру одлучио да постане мађарски интернационалац јер је добио велику помоћ и подршку од својих тренера и саиграча у Ђеру.

### Милан
Дана 2. фебруара 2021. потписао га је италијански гигант, из Серије А, А.Ц. Милан. Паоло Малдини га је звао пар дана пре краја сезоне трансфера. Керкез је у интервјуу за Немзети спорт рекао да не можете да кажете не када вас Малдини позове. Зато је Керкез одлучио да напусти Ђер и придружи се Милану. Керкез је 17. јула 2021. одиграо свој први меч са сениорским тимом у тренинг мечу против Про Сесто 1913. Међутим, није му дато довољно прилика; стога је одлучио да напусти Милан 2022. године.

### АЗ
Дана 29. јануара 2022. потписао је уговор са клубом из Ередивизије АЗ Алкмар. Дана 19. маја 2022. одиграо је свој први меч за АЗ против СК Херенвена на стадиону Абе Ленстра, Херенвен, Холандија. Утакмица је завршена победом Херенвена резултатом 3 : 2, а Керкез је замењен у 77. минуту. Дана 14. августа 2022. постигао је свој први гол у Ередивизији против Спарте Ротердам на стадиону Спарте Хет Кастеел у Ротердаму у сезони Ередивисие 2022/23. Утакмицу је добио АЗ резултатом 3 : 2, а Керкез је постигао победоносни гол у 77. минуту. Према Немзети спорту, С.Л. Бенфика је показала интересовање за његову куповину, међутим португалски клуб није хтео да плати 20 милиона евра за њега.

### Борнмут
Дана 20. јула 2023. године, Керкез је потписао уговор са премијерлигашким клубом АФЦ Борнмутом уз неоткривену накнаду. Дана 12. августа 2023. дебитовао је против Вест Хема јунајтеда. на Дин Корту у нерешеном резултату 1 : 1 у мечу првог кола Премијер лиге 2023/24.

## Репрезентативна каријера
Керкез је позван да игра за сениорски тим Мађарске за утакмице Лиге нација против Енглеске (и код куће и у гостима), Италије и Немачке.  Први пут у сениорској репрезентацији наступио је 23. септембра 2022. против Немачке.

## Статистика каријере

### Репрезентативна
Ажурирано 20. јуна 2023.
| Репрезентација | Година | утакмица | Голова |
| -------------- | ------ | -------- | ------ |
| Мађарска       | 2022.  | 4        | 0      |
| Мађарска       | 2023.  | 6        | 0      |
| Укупно         | Укупно | 10       | 0      |